# 기원전 18세기
기원전 18세기는 기원전 1800년부터 기원전 1701년까지를 말한다.

## 주요 사건
- 기원전 1800년경 - 인도에서 철기 시대가 시작됨.
- 기원전 1800년경 - 고고학자 몬텔리우스가 명명한 북유럽 청동기 시대가 시작됨.
- 기원전 1800년경 - 마야 공동체가 메소아메리카에 정착함.
- 기원전 1800년경 - 힉소스인들이 나일강 삼각주 지역에 정착하기 시작함.
- 기원전 1782년 - 이집트 제12왕조 멸망하고 고대 이집트의 제2중간기 돌입.
- 기원전 1779년 - 마리 왕, 짐리-림의 통치가 시작됨.
- 기원전 1770년 - 바빌로니아의 수도 바빌론이 당시 선두였던 고대 이집트의 수도 테베를 넘어서 세계에서 가장 큰 도시가 되다.
- 기원전 1766년 - 상나라 건국으로 추정.
- 기원전 1764년 ~ 1750년 - 함무라비의 정복 전쟁.
- 기원전 1750년경 - 인도에서 베다 시대가 시작되다.
- 기원전 1700년경 - 중국에서 청동기 시대가 시작됨.

## 년대와 년도
| 기원전 1800년대 | 전1809 | 전1808 | 전1807 | 전1806 | 전1805 | 전1804 | 전1803 | 전1802 | 전1801 | 전1800 |
| 기원전 1790년대 | 전1799 | 전1798 | 전1797 | 전1796 | 전1795 | 전1794 | 전1793 | 전1792 | 전1791 | 전1790 |
| 기원전 1780년대 | 전1789 | 전1788 | 전1787 | 전1786 | 전1785 | 전1784 | 전1783 | 전1782 | 전1781 | 전1780 |
| 기원전 1770년대 | 전1779 | 전1778 | 전1777 | 전1776 | 전1775 | 전1774 | 전1773 | 전1772 | 전1771 | 전1770 |
| 기원전 1760년대 | 전1769 | 전1768 | 전1767 | 전1766 | 전1765 | 전1764 | 전1763 | 전1762 | 전1761 | 전1760 |
| 기원전 1750년대 | 전1759 | 전1758 | 전1757 | 전1756 | 전1755 | 전1754 | 전1753 | 전1752 | 전1751 | 전1750 |
| 기원전 1740년대 | 전1749 | 전1748 | 전1747 | 전1746 | 전1745 | 전1744 | 전1743 | 전1742 | 전1741 | 전1740 |
| 기원전 1730년대 | 전1739 | 전1738 | 전1737 | 전1736 | 전1735 | 전1734 | 전1733 | 전1732 | 전1731 | 전1730 |
| 기원전 1720년대 | 전1729 | 전1728 | 전1727 | 전1726 | 전1725 | 전1724 | 전1723 | 전1722 | 전1721 | 전1720 |
| 기원전 1710년대 | 전1719 | 전1718 | 전1717 | 전1716 | 전1715 | 전1714 | 전1713 | 전1712 | 전1711 | 전1710 |
| 기원전 1700년대 | 전1709 | 전1708 | 전1707 | 전1706 | 전1705 | 전1704 | 전1703 | 전1702 | 전1701 | 전1700 |
| 기원전 1690년대 | 전1699 | 전1698 | 전1697 | 전1696 | 전1695 | 전1694 | 전1693 | 전1692 | 전1691 | 전1690 |